# Le Rémouleur (Goya)
Ne doit pas être confondu avec Le Rémouleur (Malevitch).
Le Rémouleur (espagnol : El afilador) est une peinture de chevalet de l'artiste Francisco de Goya, réalisée vers 1808-1812. Selon le critique d'art Juliet Wilson Bareau, ce travail et La Porteuse d'eau ont été peints pour la maison du peintre à Madrid.

## Historique
À la mort de Josefa Bayeu, épouse Goya en 1812, un inventaire de ses peintures fut réalisé à Fuendetodos. Le Rémouleur fut estimée à 300 réaux et cataloguée sous le numéro 13, même identifiant que pour La Porteuse d'eau et La domestique à la cruche. 
Selon l'historien Manuela Mena, la peinture a été achetée après la guerre d'indépendance espagnole directement à l'auteur, par le prince Alois Wenzel Kaunitz, qui était ambassadeur en Espagne. Peu après son achat, elle fut vendue à Nicolas Esterházy dont la collection, acquise par l’État hongrois en 1870, fut à l'origine du musée d'art étranger de Budapest.

## Analyse
Goya prêta, pendant la guerre d'Indépendance espagnole, une attention particulière pour des personnages populaires, dans l'exercice de leur métier ou non. Deux de ses œuvres (la Porteuse d'eau et Le Rémouleur) peuvent également être comprises dans le contexte de la guerre d'indépendance espagnole. Dans le premier, la porteuse d'eau peut être vue comme portant de l'eau et du vin pour les combattants. Le Rémouleur peut être considéré comme un symbole de la résistance qui se charge de la préparations couteaux utilisés par la guérilla contre les troupes de Napoléon. Le point de vue adopté par Goya est similaire à celui de ses représentations religieuses, avec une idéalisation des personnages, un aspect monumental et des effets de lumière qui les mettent en valeur.
Dans ce travail, Goya, est un précurseur d'un certain réalisme qui fut développé un peu plus tard en France avec une peinture qui a pris pour thème les masses ouvrières. Le personnage est représenté dans son labeur, avec un couteau sur la roue, tenu à deux mains, le corps légèrement incliné vers l'avant et la jambe droite reposant sur le montant en bois. Le fond est de couleur neutre, complètement lisse, sur lequel se détache la chemise blanche et ouverte du personnage, enroulée et laissant voir la poitrine et les bras nus jusqu'aux coudes. Le reste de la composition est ocre avec de légères touches de rouge sur la roue d'affûtage pour donner la sensation de rotation. Le Rémouleur semble regarder le spectateur comme s'il avait été surpris dans son travail.